# مرسدس-بنز واریو
مرسدس بنز واریو (Mercedes-Benz Vario) خودرویی است که از سال ۱۹۹۶ تا کنون در آلمان و اسپانیا تولید شده‌است.
این خودرو در کلاس خودروی تجاری قرار گرفته، طراحی آن موتور جلو، توزیع نیروی پیشران بوده است.

## نگارخانه

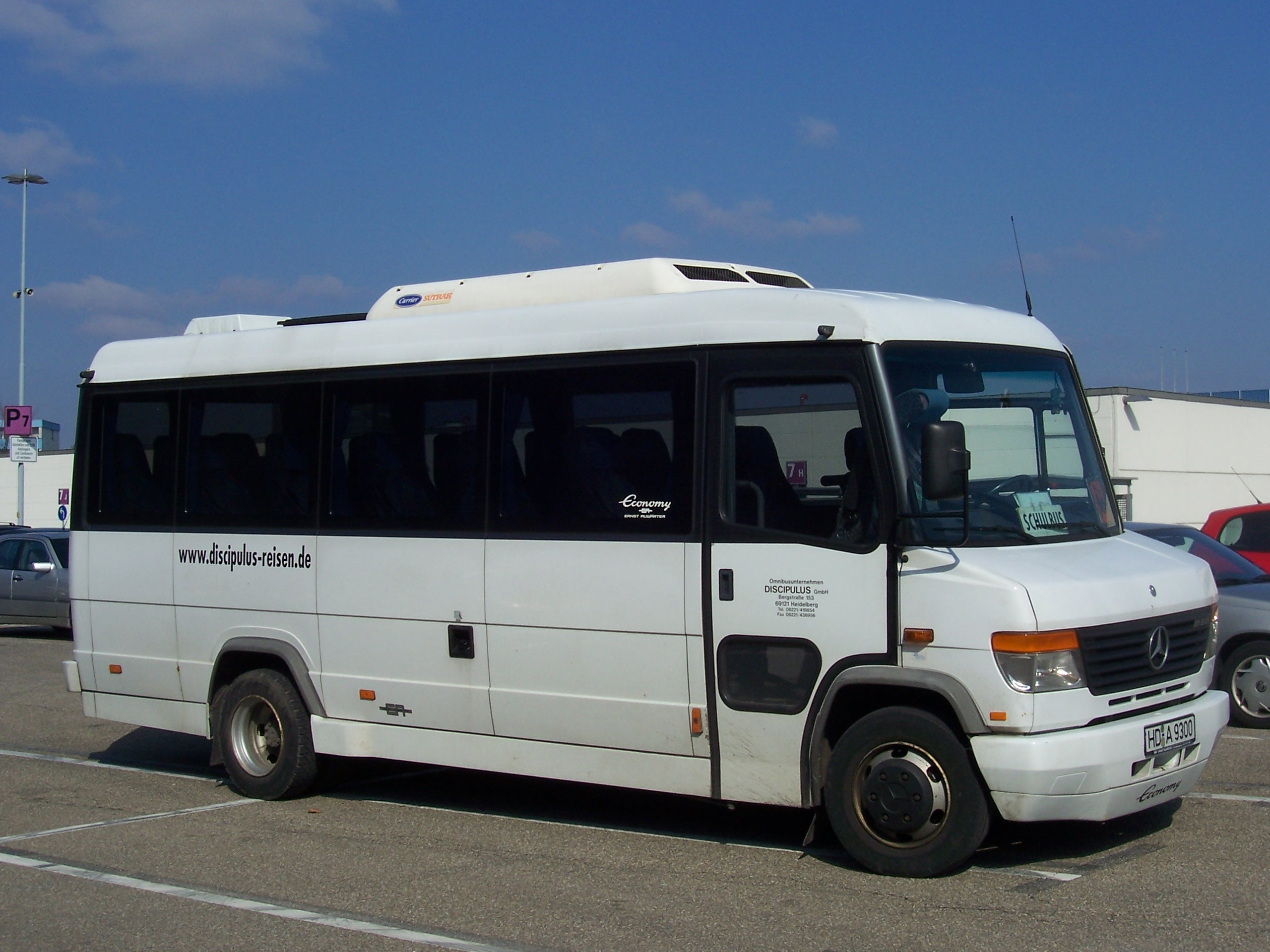
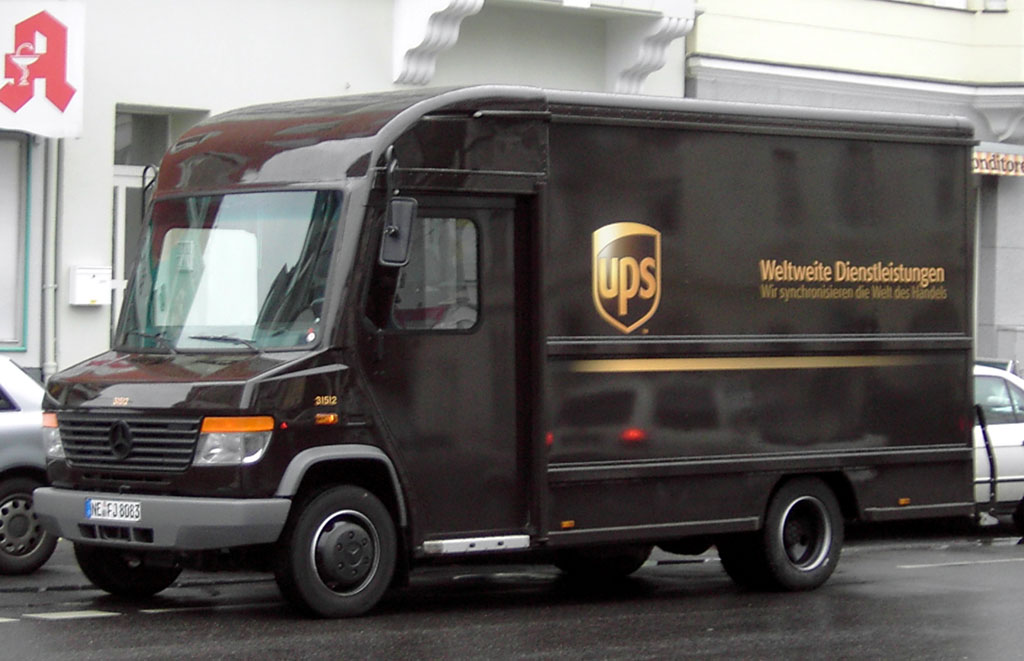
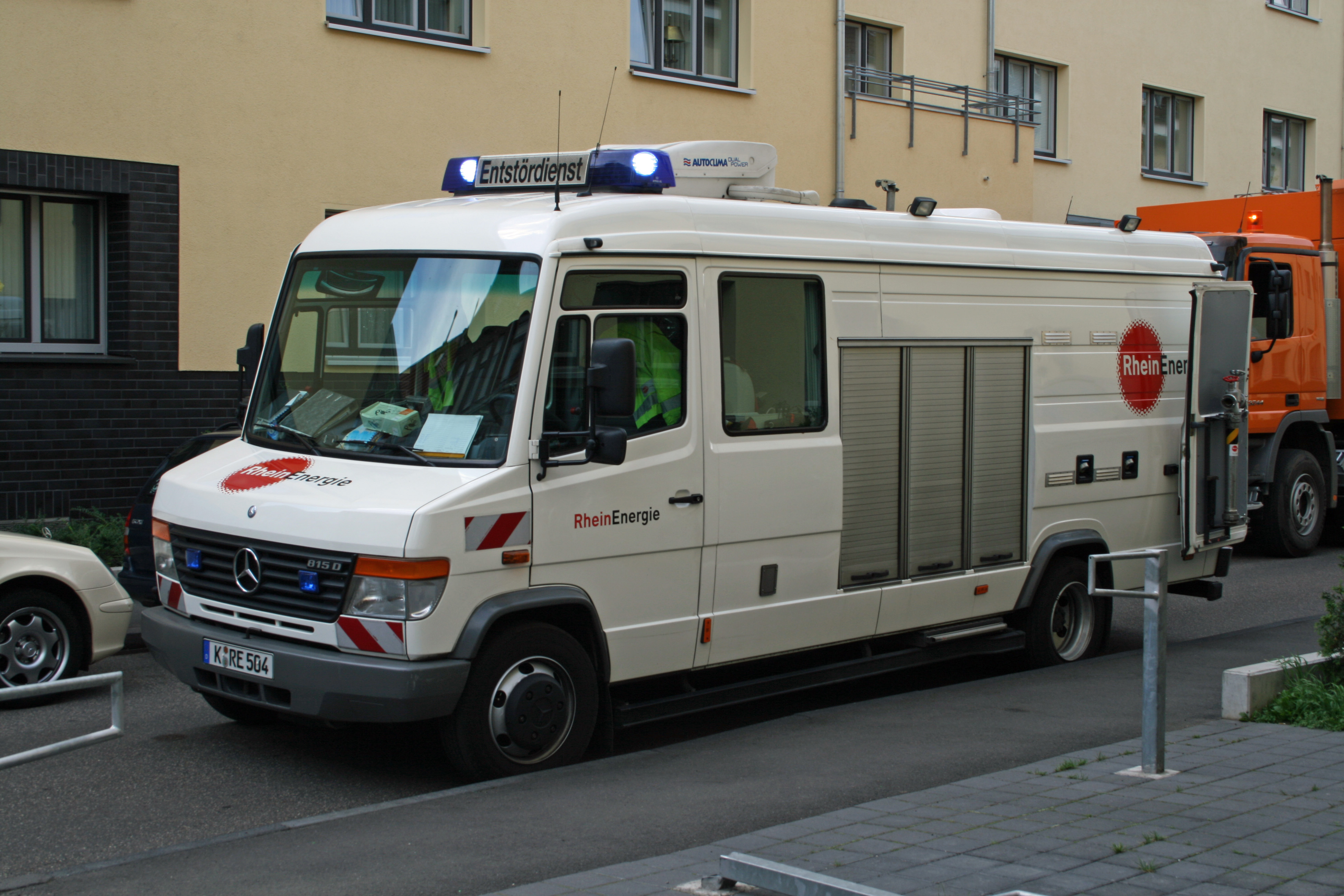
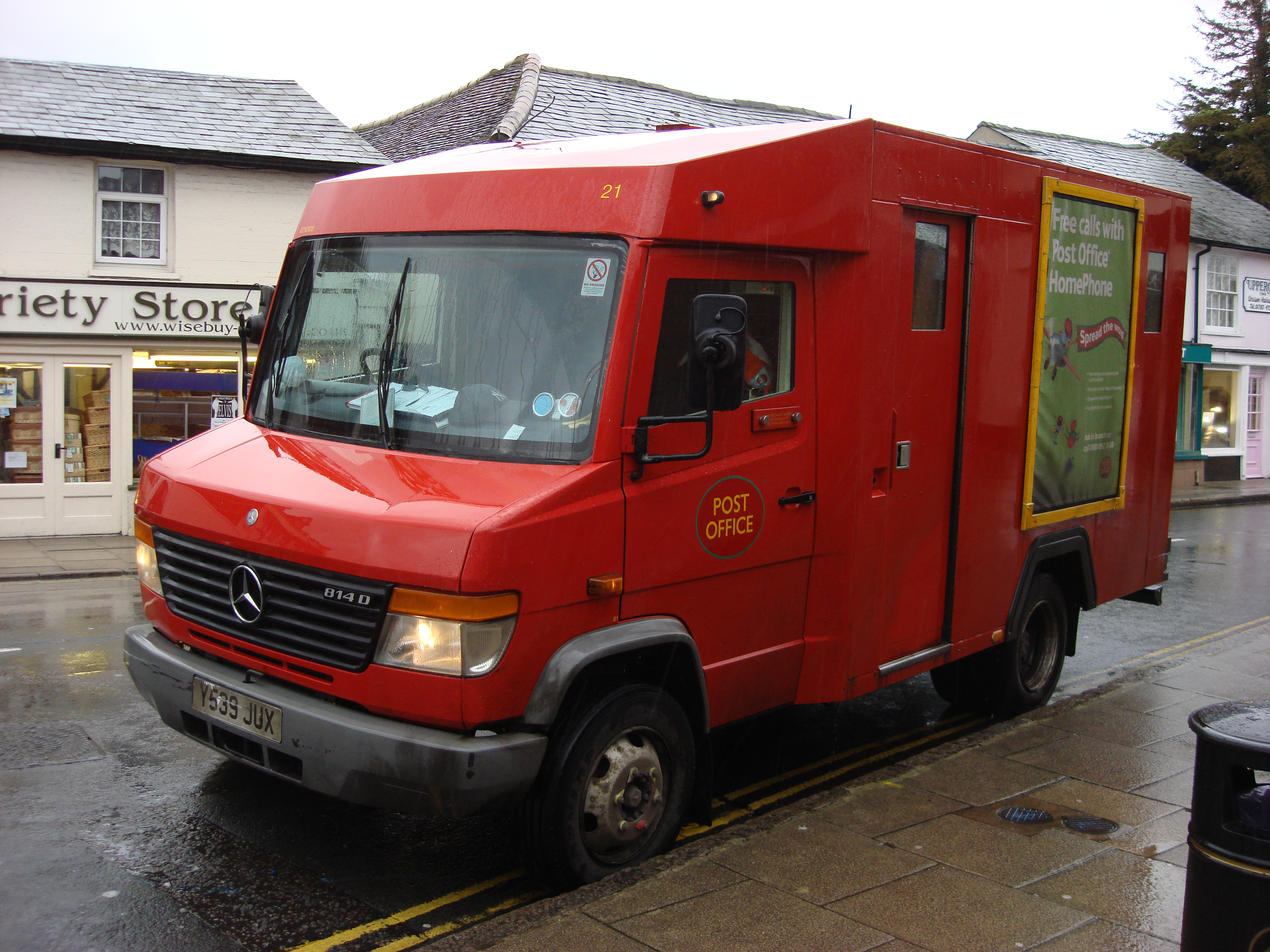
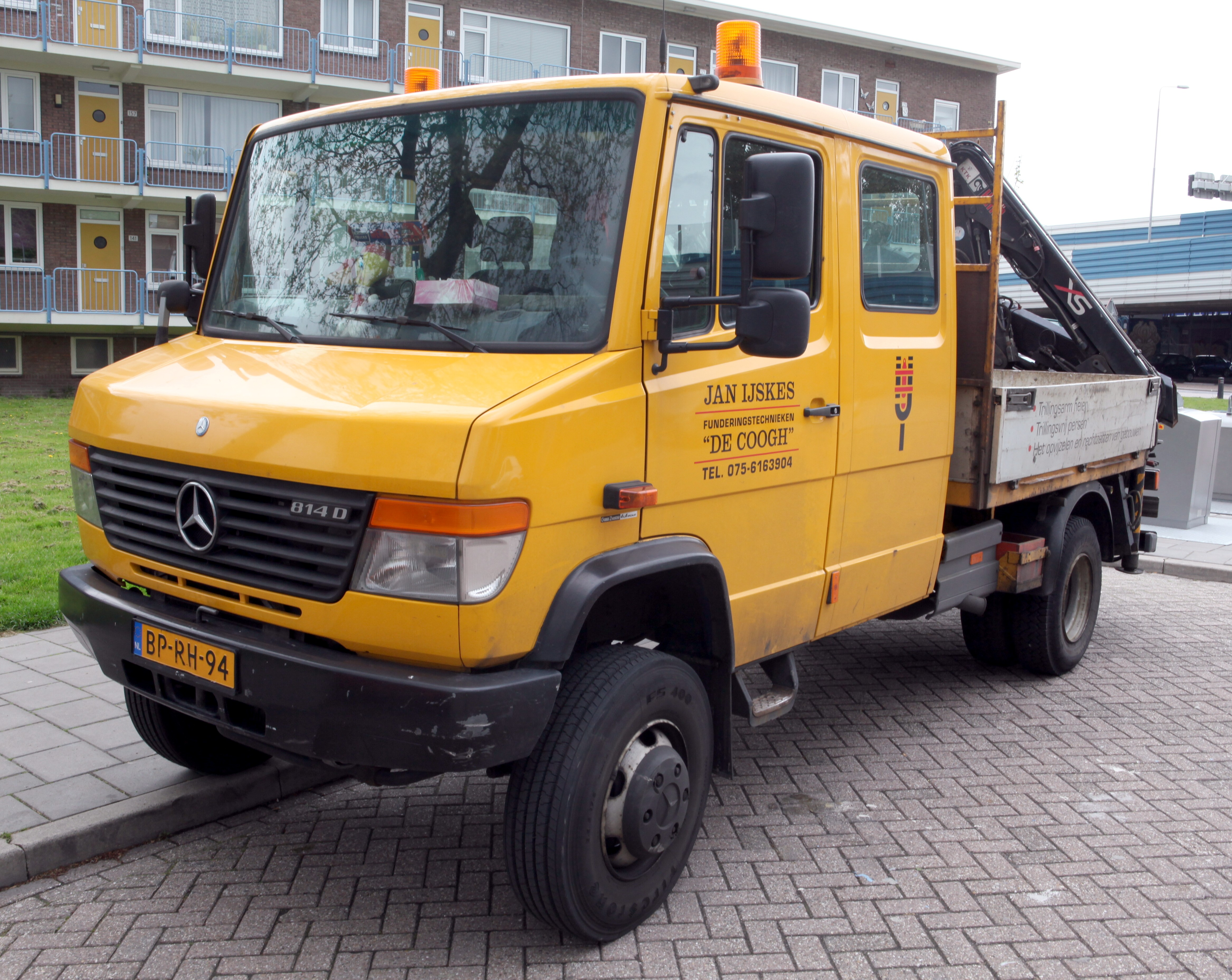
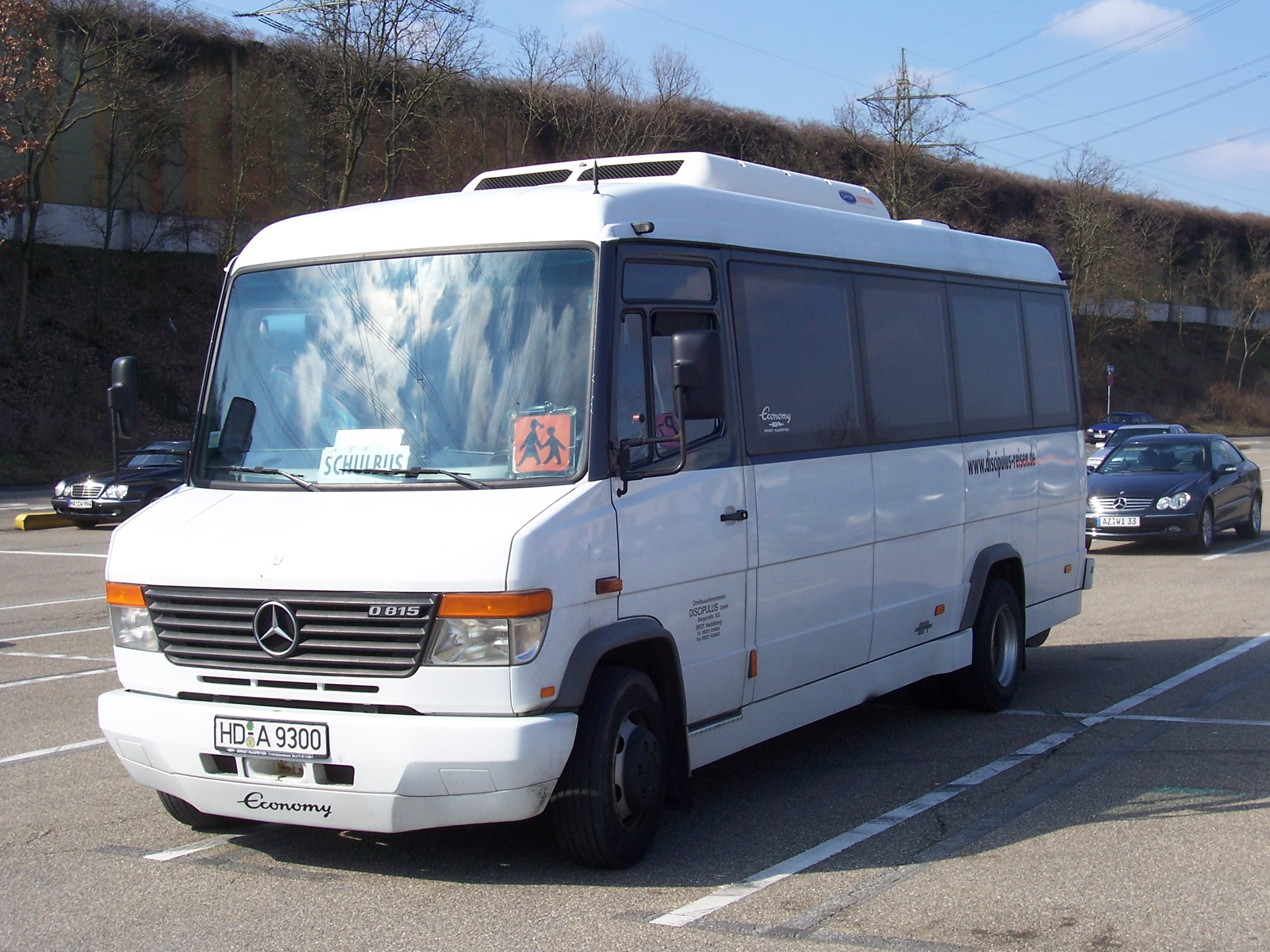
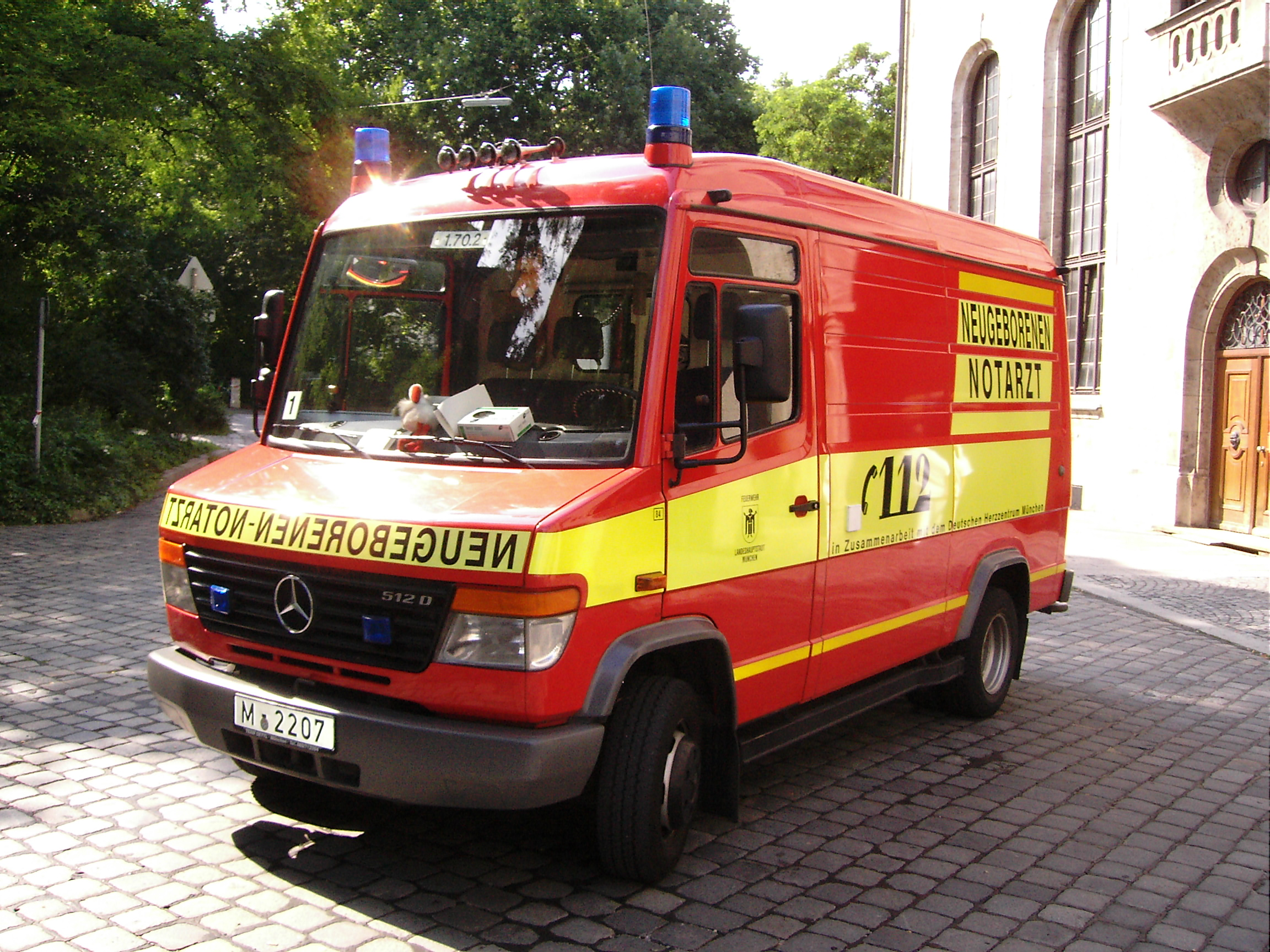
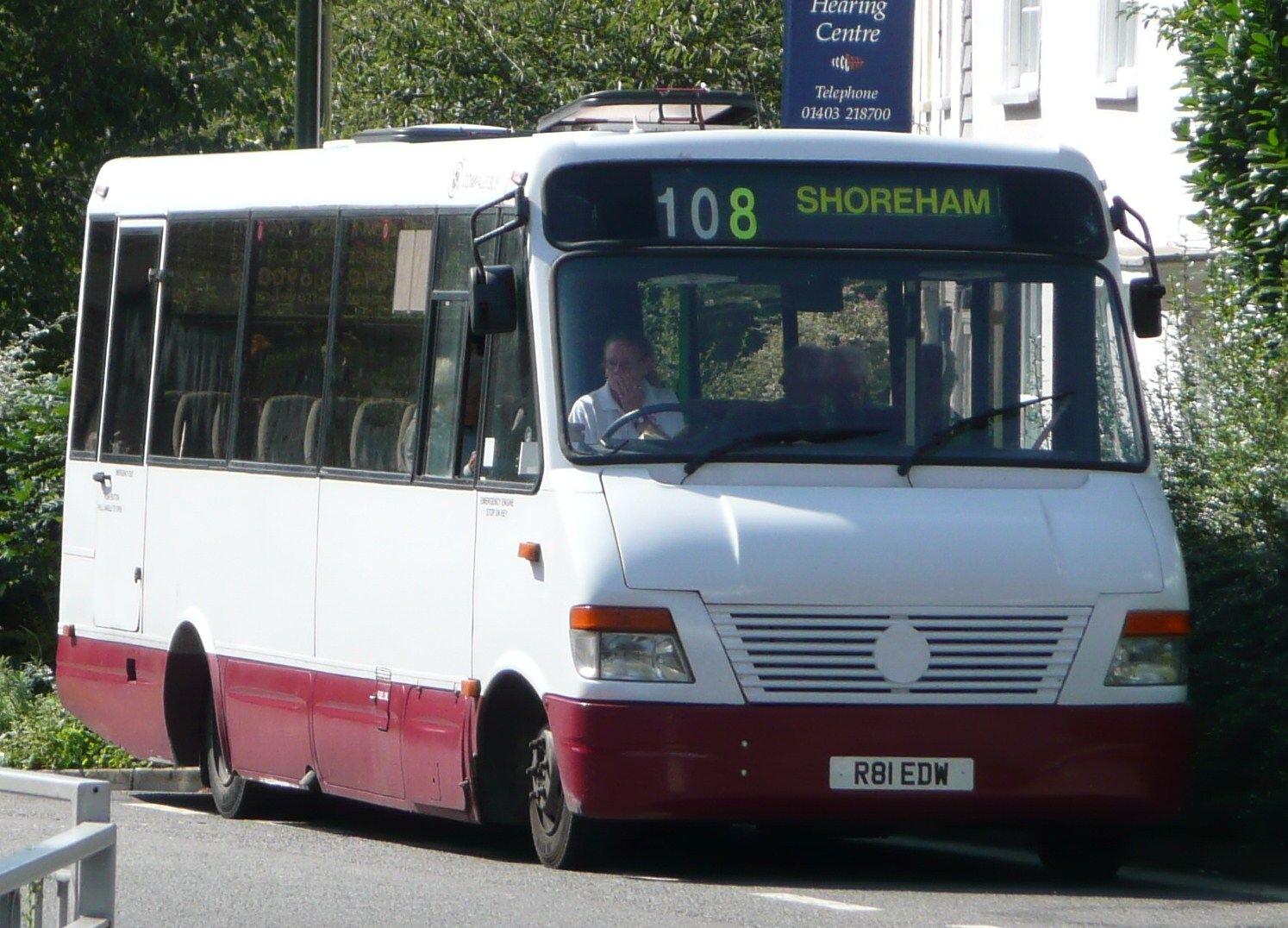